# حي نزال

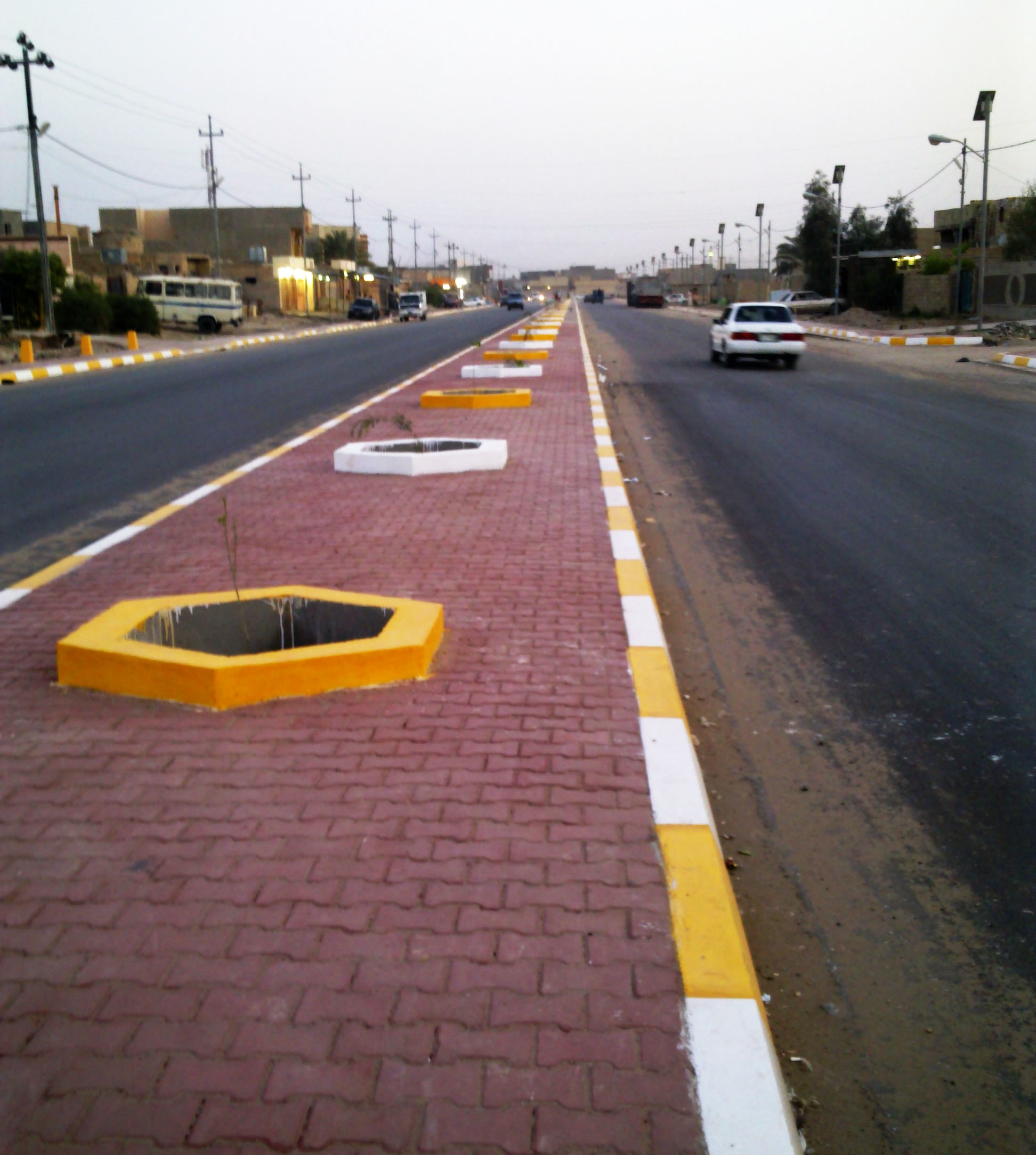
شارع جديد في حي نزال

حي نزال أو جبل نزال أو منطقة بدر رسمياً حسب أمانة عمان ، منطقة من أحد مناطق عمّان الشرقية، سميت منطقة حي نزال بهذا الاسم نسبة إلى الشيخ نزال العرموطي، يعدّ حي نزال من المناطق التي يختلط بها القديم بالجديد إذ تحتوي على نسيج متكامل من المنازل والمجمّعات القديمة والحديثة وتتكون من عدة مناطق تابعة لها وهي: ضاحية الياسمين والجبل الأخضر والذراع الغربي ومنطقة بدر والذراع الشرقي والذراع الأوسط.
يعدّ حي نزال من المناطق الأكثر كثافة سكانية في عمّان حيث يبلغ عدد سكانها زهاء النصف مليون نسمة[بحاجة لمصدر]؛ أما عن جغرافية المكان فتعدّ منطقة حي نزال من المناطق الجبلية المخدومة بشبكة من الطرق إذ يعدّ شارع الدستور الذي يخترق المدينة من منطقة راس العين إلى منطقة الذراع يعدّ قلب نزال النابض حيث يحتوي على غالبية أسواقها التجارية ومحلاتها المتنوعة التي تعد مقصد من مقاصد المتسوقين في مدينة عمّان.
من أهم معالم منطقة حي نزال مسجد نزال الكبير و دوار الشورى الذي يربط مناطق حي نزال ببعضها البعض وكذلك مسجد علي صقر الذي يقع على الدوار ويعدّ من أقدم مساجد المنطقة، يقع في منطقة حي نزال مبنى منطقة بدر التابع لأمانة عمّان الكبرى والذي يقع ضمن أقدم حدائق المنطقة وهي حديقة الشورى ، وتضم نزال أيضا حديقة الشباب التي تعدّ من الحدائق الحديثة إذ تحوي على أربعة ملاعب مفروشة لكرة القدم وتحتوي أيضا على ساحات مخصصة للأطفال وتعدّ الحديقة من الوجهات الرئيسية للشباب المحبين للعب كرة القدم حيث يقام بها الكثير من البطولات المحلية التي في كثير من الأحيان تكون مدعومة من الأمانة أو من مؤسسات القطاع الخاص؛ ويوجد في منطقة حي نزال كذلك العديد من المدارس والروضات وبها مستشفى الحياة الخاص ومحطات الوقود والمجمّعات التجارية والسكنية، بالإضافة لتوفر مكتب حكومي للأحوال وجوازات،
```
تبلغ مساحتها (10,000) متر مربع وبنسبة (0,06) من مجموع مساحة امانة عمان الكبرى وتحدها تنظيميا اربع مناطق هي راس العين، ام قصير، المقابلين والمدينة وزهران
```

## أماكن عامة

### الدوائر والمكاتب الحكومية
- مكتب أحوال وجوازات حي نزال والذراع الغربي.[3]

### الاتصالات
- فرع لشركة أمنية.
- فرع لشركة زين.
- متجر شركة أورنج.[4]

### المراكز الصحية
يوجد ثلاثة مراكز حكومية واحد مركز أمومة واثنان مراكز عامة وغير شاملة ومستشفى واحد خاص مستشفى الحياة الذي يقع في نهاية شارع الدستور.

### المساجد
- مسجد نزال الكبير
- مسجد علي صقر
- مسجد نمر أبو حسان
- مسجد أبو زمع
- مسجد السيدة زينب
- مسجد أبو أيوب الأنصاري / يتواجد بجانبه لجنة الزكاة وصدقات حي نزال والذراع الغربي.
- مسجد زيد بن حارثة
- مسجد إحياء السنة
- مسجد نابلس الكبير
- مسجد الصالحين
- مسجد الذاكرين
- مسجد السلام
- مسجد التوبة
- مسجد الهلال
- مسجد العبيدية
- مسجد لفتا
- مسجد النور
- مسجد صبحي الحاج حسن
- مسجد أبو هريرة

### مدارس الحي (الحكومية /الخاصة)

#### الحكومية

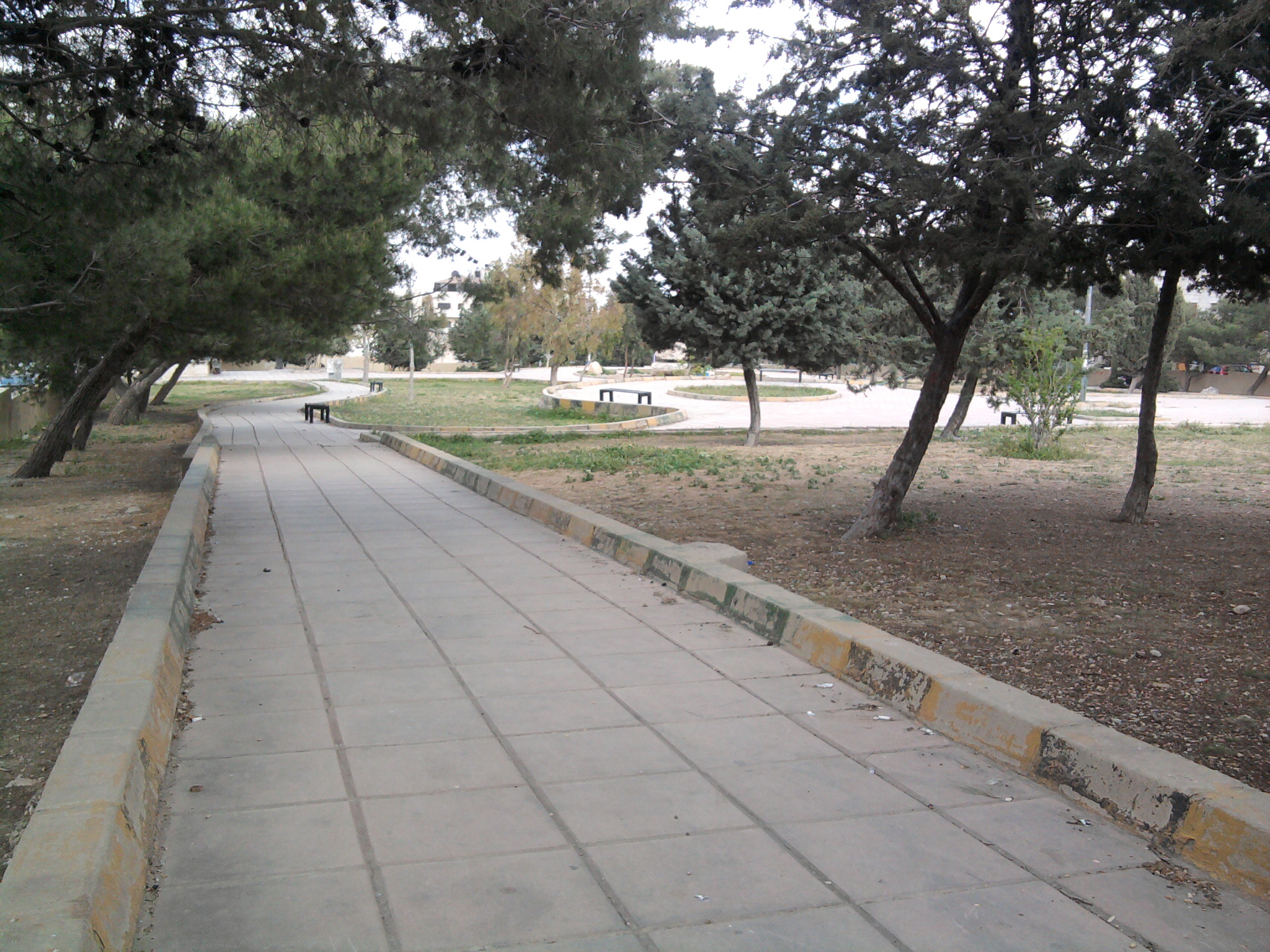
جانب من حديقة الشورى في حي نزال

- مدرسة أبو هريرة (للبنين)
- مدرسة شجرة الدر (للبنات)
- مدرسة برهان كمال (للبنين)
- مدرسة ميسلون(للبنات)
- مدرسة حنين(للبنين)
- مدرسة اليرموك (للبنات)
- مدرسة عبدالله بن رواحة (للبنين)
- مدرسة علي بن أبي طالب (للبنين)
- مدرسة حي نزال(للبنين)
- مدرسة الياسمين (للبنين)
- مدرسة لفتا (أساسية)

#### الخاصة
- مدارس الفكر التربوي
- مدارس الأماني العلمية
- مدرسة الشعاع مختلطة
- مدرسة الفلاح النموذجية
- مدارس الأماني التربوية .

### الحدائق
- حديقة الشورى
- حديقة الشباب